# Mystus pulcher
Mystus pulcher (Мистус чудовий) — вид сомоподібних риб з роду Mystus родини Bagridae.

## Опис
Загальна довжина сягає 8 см. Голова коротка. Очі невеличкі, прикриті наростами. Рот помірного розміру. Є 4 пари вусів, з яких щелепні сягають початку анального плавця. Тулуб видовжений. Спинний плавець високий, з подовженою основою. Задня лінія більш зігнута, ніж лінія черева. Грудні й черевні плавці невеличкі. Жировий плавець довгий. Анальний плавець помірно довгий. Хвостовий плавець роздвоєно, лопаті великі та довгі.
Забарвлення спини та верхньої частини темно-коричневого кольору. Боки червонуваті з 3 біло-кремовими поздовжніми смугами та 2 темними плямами за зябровою кришкою та біля основи хвостового плавця. Вуси червоно-коричневого кольору. Жировий плавець темно-коричневий. Спинний та хвостовий плавці коричневі з плямами на мембранах між променями.

## Спосіб життя
Є демерсальною рибою. Трапляється у невеличких каламутних річках з помірною течією та піщано-гравійним ґрунтом. Утворює невеличкі косяки. Вдень ховається серед рослин, каміння, у гротах та печерках. Живиться дрібними водними безхребетними.

## Розповсюдження
Мешкає у водоймах М'янми й Таїланду.